# 醫學指南

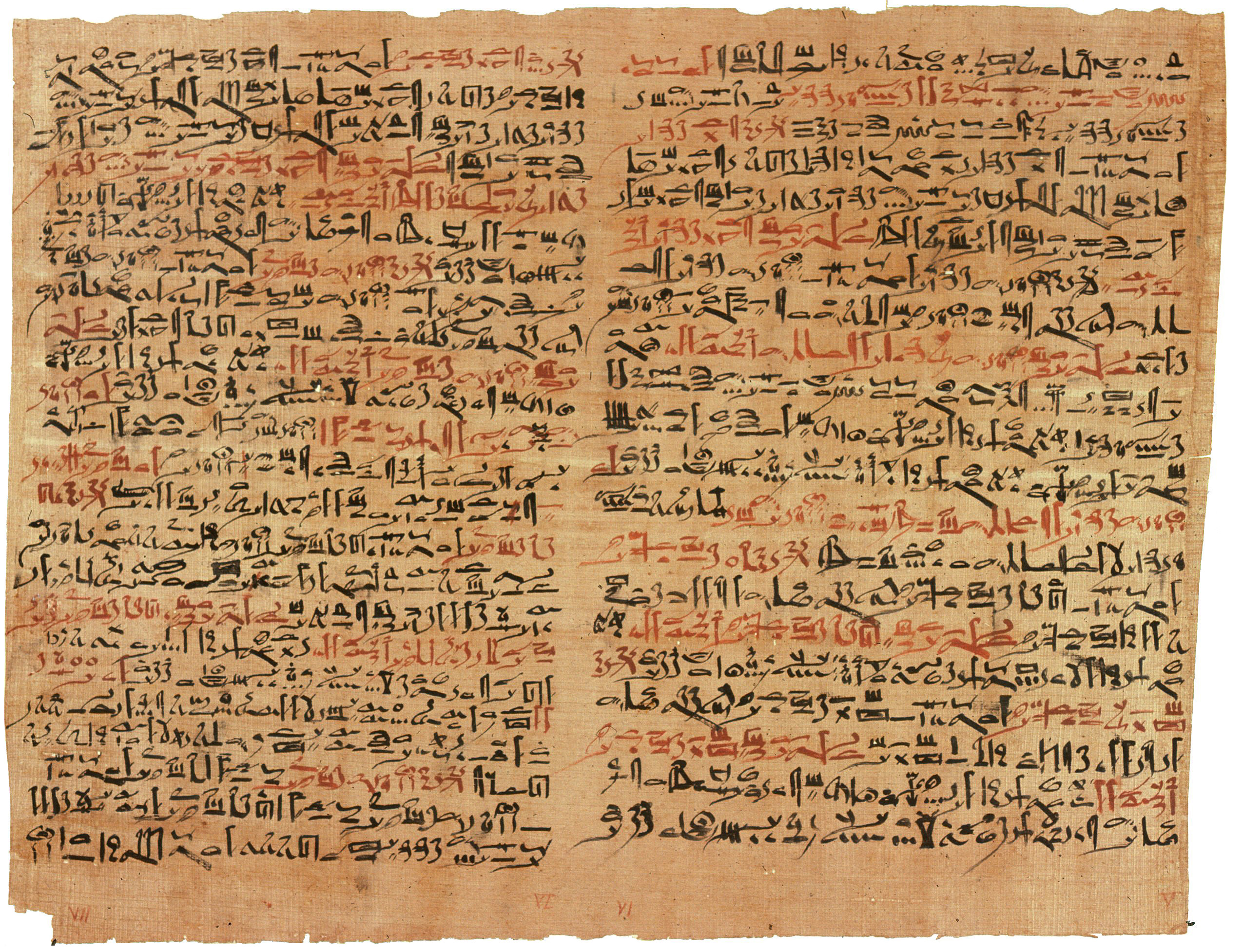
艾德溫·史密斯紙草文稿（約西元前17世記） 的第6,7頁，是相當早期的醫學指南

醫學指南（medical guidelines）也稱為臨床指南（clinical guideline）或是臨床實踐指南 （clinical practice guideline） ，是目的在提供醫療決策及準則指南的文件，會針對醫療保健特定領域中的診斷、管理及治療進行說明。在医学史中，幾千年前就有類似醫學指南的文件，不過以往的醫學指南是以傳統或是權威為基礎，現代的醫學指南是依循证医学的范式，以現有實證的检查為基礎。醫學指南一般會包括經過整理醫學共識或是醫療保健上的最佳實踐。醫療保健人員必須瞭解其專業科別中的醫學指南，在個別治療時則需依個別情形，決定是否依照醫學指南的建議進行。

## 背景
現代的醫學指南會針對預防、診斷、预后、治療（包括藥品劑量、風險效益及成本及有效性等），識別、整理、評估最高水準的實證以及最新的資料。之後定義有關此臨床實務最重要的一些問題，並且找出所有可能的决策及結果。有些指南會包括決策或是計算的演算法，因此將臨床的決策點以及各自的行動方針和臨床決策及醫療人員的經驗整合起來。許多指南會將可用的治療方式進行歸類，協助醫療人員決定要用哪一種治療方式。
醫學指南的另一個目的是為了醫療的标准化、提昇醫療品質、降低各種風險（包括對病患的風險、對醫療從業者的風險、對醫療保險及健康計劃的風險等） ，在成本以及醫療相關參數（如有效性、靈敏度和特異度等）之間取得最好的平衡。經過許多實證證明，醫療機構（例如醫院）的醫療人員使用醫學指南，是有效達到上述目的的方式之一。

## 出版品
醫學指南一般會是國家層級或是國際層級的文件，由醫學組織或是政府機關（例如美國的醫療保健研究與質量局）所發佈。區域生的醫療單位會依照現有最高層級的醫學指南，製作其自身的醫學指南。醫療保險付款者（像是從事醫療使用管理的保險公司）也會發佈其醫學指南。
目前已開發了稱為指南執行引擎的電腦軟體，可以和電子健康紀錄整合，促進醫學指南的使用。
指南交换格式（GLIF）是臨床指南的電腦檔案格式，可以應用在上述的引擎中。
美國及其他國家都有醫療指南交換中心（medical guideline clearinghouses）。美國的美國醫療指南交換中心會維護一份由不同衛生及醫療組織所發佈，高品質的醫療指南(于2018年结束)。英國的臨床醫學指南主要是由英國英國國家健康照護卓越研究院（NICE）所發佈。荷蘭有二個組織會發佈專科及一般性的醫學指南，分別是荷蘭醫療改善CBO機構（CBO）及荷蘭家庭醫生組織（NHG）。德國的德國醫療品質組織（ÄZQ）會針對疾病管理的指南訂定全國性的計劃。各國有關臨床指南的組織及個體組成了國際醫學指南聯盟（G-I-N），上述的組織也是G-I-N的成員。

## 實行方式
在醫學實務上會用檢核表（Checklists）來確保醫療行為會依照臨床醫學指南的內容進行。像是世界卫生组织的阿图·葛文德醫師所發展的外科安全檢核表（Surgical Safety Checklist）。根據元分析的結果，導入檢核表使用後，其死亡率降低了23%，併發症降低了40%，不過仍需要高品質的研究使該元分析更具有強健性。在英國，有一個針對年長者住院檢核表的研究發現，檢核表強調了緊急醫療（acute care）中脆弱性評估（frailty assessment）的限制，激勵團隊去重新確認例行性作法，不過仍需要更多的研究來確認檢核表是否可以整合到複雜的跨科別醫療照護中（multidisciplinary care），以及其整合的方式。

## 問題
隨著時代的進步以及新研究的發現，醫學指南有可能會失去其臨床意義。醫學指南中強烈建議的項目，後來有將近20%被取消了（尤其是依個人意見而不是試驗結果的內容）
纽约时报在2004年曾報導說，一些簡單的醫學實務指南沒有得到應有的重視。報導也指出，向護理人員或是醫療協助者提供建議程序的檢核表，有助提醒參與醫師，及時注意到一些忽略的資訊。
醫學指南也可能有方法論上的問題，或是利益衝突的問題。因此，各醫學指南之間的品質可能有許多差異，尤其是線上出版，沒有依循方法論報告標準（methodological reporting standards）的指南，有信譽的醫療指南交換中心多半會要求要依照方法論報告標準來進行。
醫學指南中也可能有一些建議的強度超過其證據的強度
為了因應這些傳統醫學指南所出現的問題，英國醫學期刊（BMJ）針對現今急迫的醫學議題，建立了一系列新的可靠指南，稱為BMJ快速建議（BMJ Rapid Recommendations）。

## 例子
- 美國心臟協會針對感染性心內膜炎用牙科抗生素预防（英语：Dental antibiotic prophylaxis）的指南[17]
- 英國醫學期刊針對主動脈瓣狹窄時，有關经皮主动脉瓣置换术和主動脈瓣置換（英语：aortic valve replacement）手術比較的快速建議[16][18]。